# Nin (település)
Nin város és község (járás) Horvátországban, Dalmáciában, Zára megyében. Festői fekvése, számos műemléke miatt kedvelt turistacélpont, de gyógyiszapjáról is ismert, melyet reumatikus betegségek kezelésére használnak.

## A község (járás) települései
Nin városa mellett közigazgatásilag Grbe, Ninski Stanovi, Poljica-Brig, Zaton és Žerava falvak tartoznak még a községhez (járáshoz).

## Fekvése
Az észak-dalmát kisváros magja egy alig fél kilométer széles szigeten terül el Zárától 15 km-re északnyugatra, amely nem más mint egy homokzátony a Miljašić Jaruga- (Ričina) patak egykori tengeri torkolatában. (A patak mai torkolata a városmagtól keletre Ždrijac területén található.) A szigetet szárazfölddel két 16. századi kőhíd köti össze. A városmagot körülvevő lagúnát északi oldalról homokzátony és a Ždrijac üdülőtelep, keletről sótelep, délről és nyugatról a város új negyedei, Bilotinjak és Ninske Vodice övezik.

## Története

### Aenona története a római korig
Az ember már a legősibb időkben megtelepedett ezen a területen, ezt bizonyítja az itt talált háromszög alakú hegyes kőszerszám, amely a középső paleolitikumból a dél-franciaországi La Moustier lelőhelyről elnevezett moustier-i kultúra idejéből származik. A mai nini sótelep déli szélén újkőkorszaki település maradványait találták, amely az i. e. 5500 és 5000 közötti időben létezett. A későbbi római fórum területén a rézkor késői szakaszából az i. e 2500 és 2000 közötti időből származó kerámiatöredékek kerültek elő. Nin szűkebb területén kőből és földből épített sírhalmok, ún. tumulusok maradványait találták, amelyek a bronzkorból az i. e. 2000 és 900 közötti időszakban készültek. Közülük is kiemelkedik a városmagtól 4 km-re keletre Rašinovac területén a Ričina-pataktól északra háromszáz méterre a Troglavcinak nevezett három halomból álló csoport késő bronzkori kerámia leleteivel. A mai Zaton turistatelep területén is 136 sírhalmot tártak fel. A mai óváros területén a Maun-szigeten a vaskor elején az i. e. 900 körüli időben fejlődött ki az első település „Aenona”. Alapítói valószínűleg a térség első ismert népe az illírek egyik törzse a liburnok voltak. Egy ókori liburn ház maradványait tárták fel a belvárosban a kis Szent Kereszt templom mellett, a sótelep és Ždrijac területén pedig mintegy kétszáz nini liburn lakos sírja került elő.
Aenona hamarosan az Adria keleti részének fontos tengerészeti és kereskedelmi központjává fejlődött. A liburnok különösen az i. e. 9. és 5. század közötti időben játszottak jelentős gazdasági szerepet az Adria térségében. Nin ókori kikötője (az egyik legnagyobb és leggazdagabb kikötői leletekkel rendelkező régészeti lelőhely az országban ebből a korszakból) a mai várostól délnyugatra, a Zaton területén feküdt. A Kremenjač-foknál az ottani "Holiday Village" területén apály idején ma is jól kivehetők az ókori kikötői gát és az ókori épületek falainak maradványai. A kikötőben két, az i. e. 2. században elsüllyedt liburn hajót is találtak. A régészeti feltárások az 1960-as évek közepétől folynak itt nagyon gazdag leletanyaggal. A leletek az egyik feltárt hajóval együtt ma a nini régiségek múzeumában láthatók. Szintén ott látható a hajó egy rekonstruált példánya is. A hajók különlegessége, hogy farészeit bőrrel rögzítették egymáshoz. Ebből a hajótípusból a zatoni liburn hajók a legépebben fennmaradt darabok a mediterrán térségben. E lelet megtalálási helyétől nem messze, a zatoni autóskempingtől nyugatra találhatók a 6. századi háromhajós kora keresztény Szent András templom romjai. Az ókori kikötőből csatornát ástak a szigeten fekvő liburn településhez.

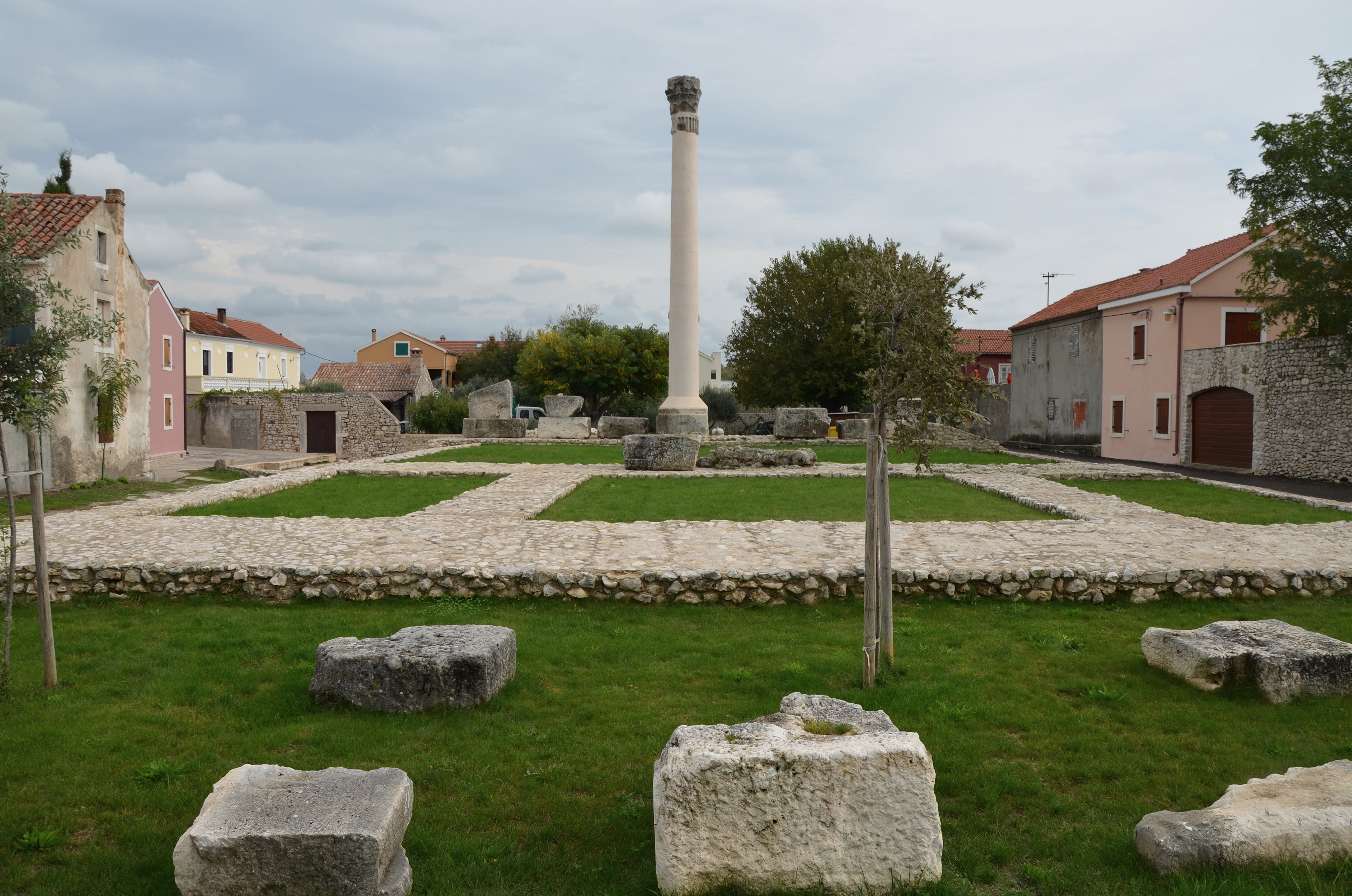
Enona Capitoliumának romjai

### Enona a római korban
A rómaiak az i. e. 2. század közepén hódították meg a térséget és i. e. 16 körülre a város immár „Enona” néven jelentős municipiummá nőtt. Az 1. századra teljesen megváltozott a város képe. Új védőfalak, hidak, kapuk, tornyok épültek és a Ričina-patakból vízvezetéket hoztak a városba. A belvárosban rendezett, kövezett utcák létesültek, kiépült a fórum és környéke pompázatos templomokkal. Az 1. század második feléből származó monumentális szakrális épület maradványait a város nyugati részén a lebontott Szent Mihály templom helyén megtalálták.
A 18. században a templom közelében nyolc római császár szobrát ásták ki, melyek közül mára négy maradt meg. A halottakat a Zaton, Ninski Stanovi és Privlaka felé menő utak mentén létesített nekropoliszokba temették, de néhány sír a sótelep és Ždrijac területén is található. A keresztény kor elején 380 után a régi nagy templomot lerombolták és a császárszobrokat eltemették. A szentélyből a Szent Anzelm érseki épületegyütteshez tartozó lakóház lett. Ebből az időszakból származik a zatoni Szent András templom és a sziget északnyugati oldalán a városfal mellett épített Szűz Mária bazilika.

### Nona a horvát királyi székváros
A Nyugat-római Birodalom bukása után előbb a keleti gótok foglalták el a várost, majd a Bizánci Császárság uralma alá került. Ez az időszak a város hanyatlásának kora volt. A horvátok ősei a 7. században telepedtek le a vidékre. Az óhorvát temetők nagyrészt a kora keresztény temetők helyén alakultak ki, de létesültek újak is Banovacon, illetve a 11. század elején emelt Szent Kereszt templom mellett. A várost ekkor már Nonának hívták, amely a középkori horvát állam bölcsője, a középkori Horvátország első közigazgatási, szakrális és kulturális központja volt. Nona a legrégibb horvát királyi székváros, Višeslav és Branimir fejedelem, Tomiszláv, IV. Krešimir Péter, Zvonimir és mások állandó vagy átmeneti székhelye. Itt volt ebben az időben a horvát püspöki székhely is. Az önálló horvát állam létezéséről VIII. János pápa 879. június 7-én kelt leveléből értesülünk amelyben áldását küldi a népnek, a földnek és az uralkodónak Branimir fejedelemnek Ninbe. Ez akkor a szokásos formája volt egy ország nemzetközi elismerésének. Ma ennek emlékére június 7-én ünneplik a város napját és a horvát diplomácia napját is. Ennek állít emléket Branimir fejedelem négy méter magas szobra Josip Poljan akadémiai szobrászművész munkája. A mai nini kikötő bejáratánál két elsüllyedt, kővel megrakott hajót találtak, melyeket a só viszonylag jó állapotban konzervált. Egyiket egészben, a másikat részben sikerült kiemelni és a radiokarbonos vizsgálat megállapította, hogy 1100 körül Zvonimir király uralkodása idején süllyedtek el. Egy korabeli forrás szerint Horvátországnak IV. Krešimir idejében húszezer, Zvonimir idejében tizenötezer ilyen evezős hajója volt.
Ma a nini kikötő a sekély víz miatt csak a kisebb hajók kikötésére alkalmas, mivel ezer év alatt az eliszaposodás miatt feltöltődött.

### Virágkor és hanyatlás a középkorban
1105-től Nin a Magyar Királyság része lett. 1205-ben II. András magyar királytól szabad királyi városi rangot kapott. Ez azt jelentette, hogy csak a királynak volt alárendelve és vezetőit maga választhatta meg. A horvát kőfaragás emlékeinek sora (elsősorban a Kraljevac téren álló kút címeres kávája, valamint a múzeum lapidáriumába található kőemlékek), valamint az itteni aranyművesek remekei (a nini régiségek múzeumában kiállított ékszerek és aranytárgyak) bizonyítják, hogy a város ekkor élte aranykorát. 1284 és 1328 között a bribiri gróf Subić család irányítása alá tartozott. A középkor építészetét a városfalakon belül található mintegy tíz román és gótikus stílusú épület, főként templomok képviselik. 1382-ben a város velencei uralom alá került és elveszítette a magyar királyoktól nyert kiváltságait. Ekkor erősítették meg a középkori falakat négyszögletes és hengeres tornyokkal. Ekkor épült a püspöki és a helytartói palota (a helyére 1907-ben iskolát építettek). A velencei uralom alatt a sókereskedelem, a mezőgazdaság és az állattenyésztés fejlődése miatt erősödött a város gazdasága, ami az épületek pompáján is meglátszott. Az újabb virágkor azonban nem tartott tovább száz évnél, mert a velencei-török háborúk idején 1499 és 1503 között a török fenyegetés egyre nagyobb méreteket öltött. Ez a különféle járványok terjedésének időszaka is. A bizonytalan életkörülmények következménye a papság, a nemesség és a polgárság Zárába költözése volt. 1571-ben a török fenyegetéssel szembeni védelmi szempontok miatt lerombolták a várost, amely nemsokára újjáépült. Az 1645 és 1669 között dúlt kandiai háború a város pusztulásának tetőpontját, gazdasági erejének gyengülését jelentette. Amit nem tett meg a török ismét megtették a velenceiek. 1646. április 28-án a törökkel szembeni védhetetlenségre hivatkozva ismét elrendelték a város lerombolását. A lakosság elköltözött, a várost felgyújtották, majd a velencei hadihajókról nyitott ágyútűzzel lerombolták. Ezzel Nin megszűnt városnak lenni, csak az erődítmény maradt meg ahol csak kis számú szolgálónép és helyőrség lakott. A háború végén ismét újjáépítették a várost amely ekkor nyerte el mai képét.

### A 19. századtól
A 18. század végén Napóleon megszüntette a Velencei Köztársaságot. 1797 és 1805 között Habsburg uralom alá került, majd az egész Dalmáciával együtt az Első Francia Császárság része lett. 1815-ben a bécsi kongresszus újra Ausztriának adta, amely a Dalmát Királyság részeként Zárából igazgatta 1918-ig. 1828-ban megszűnt a nini püspökség és a várost egyházilag a zárai érsekség alá rendelték. A városnak 1857-ben 598, 1910-ben 646 lakosa volt. Ezt követően előbb a Szerb-Horvát-Szlovén Királyság, majd Jugoszlávia része lett. Turisztikai célpontként, a második világháború után indult meg a gazdasági fellendülése. 1980-ban Nin mellett épült fel Horvátország legnagyobb középhullámú rádióadója, amely az 1991-es függetlenségi háborúban elpusztult. 1993-ban a Horvát Köztársaság részeként nyerte vissza önállóságát, majd négy évvel később visszakapta városi rangját. Azóta sok gondot fordít műemlékei megújítására. Ennek keretében zajlott 2001-2001-ben a Kraljevac tér újrarendezése, ahol a régészeti feltárások számos leletet hoztak a felszínre. 2011-ben Ninnek 1132 lakosa volt.

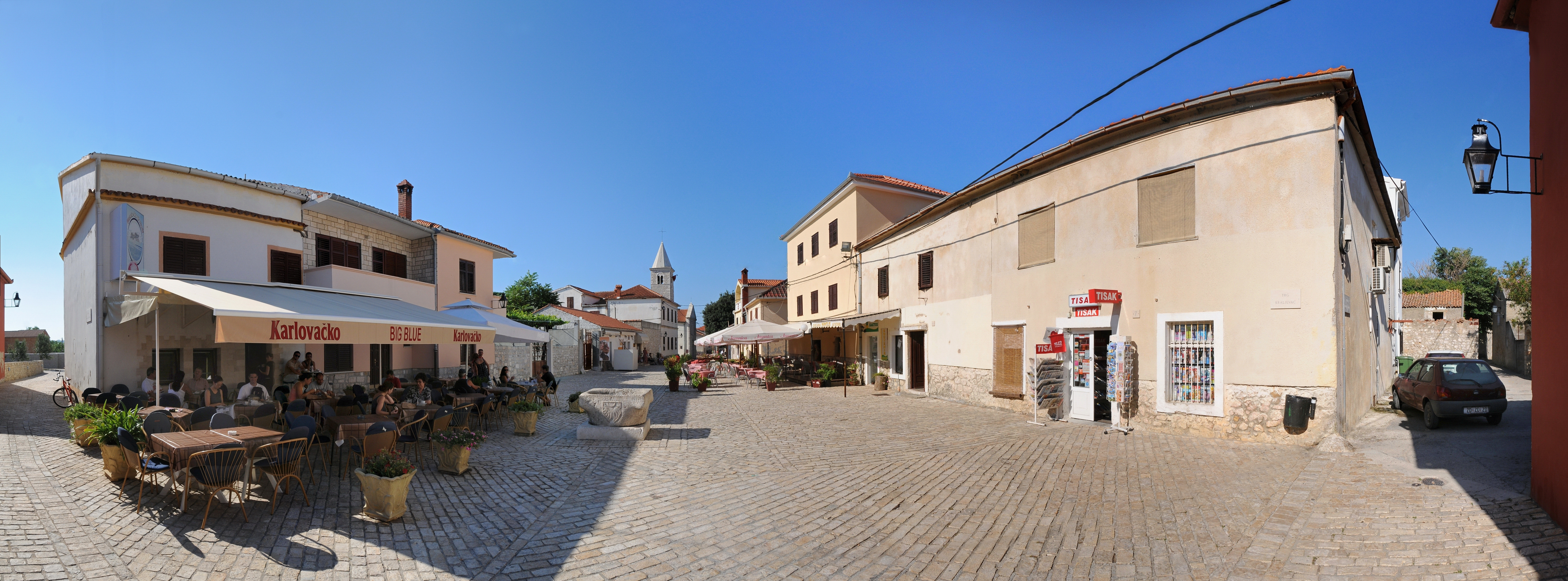
A belváros panorámaképe

## Népesség
| Lakosság változása | Lakosság változása | Lakosság változása | Lakosság változása | Lakosság változása | Lakosság változása | Lakosság változása | Lakosság változása | Lakosság változása | Lakosság változása | Lakosság változása | Lakosság változása | Lakosság változása | Lakosság változása | Lakosság változása | Lakosság változása |
| ------------------ | ------------------ | ------------------ | ------------------ | ------------------ | ------------------ | ------------------ | ------------------ | ------------------ | ------------------ | ------------------ | ------------------ | ------------------ | ------------------ | ------------------ | ------------------ |
| 1857               | 1869               | 1880               | 1890               | 1900               | 1910               | 1921               | 1931               | 1948               | 1953               | 1961               | 1971               | 1981               | 1991               | 2001               | 2011               |
| 598                | 850                | 527                | 474                | 540                | 646                | 1.080              | 944                | 1.173              | 1.316              | 1.346              | 1.378              | 1.169              | 1.692              | 1.256              | 1.132              |

## Nevezetességei
- Szent Miklós-templom, Nin legismertebb szimbóluma a Prahulja mezőn áll. Nagyon fontos hely a horvát királyok és a horvát történelem számára. A hagyomány szerint Ninben hét királyt koronáztak, akik a koronázás után kíséretükkel a Szent Miklós-templomhoz lovagoltak és a templom dombjára fellovagolva kardjukkal a négy égtáj felé vágtak. A templom egy a környező mező fölé emelkedő halmon épült, ahonnan nagyszerű látványt nyújt a naplemente. Feltáratlan történelem előtti sírok is vannak itt. A templom 5,90 méter hosszú és 5,70 méter széles, belső magassága 6 méter, falai fél méter vastagok. A török veszély idején a templomot felül egy nyolc fokú bástyával erősítették meg, amely őrtoronyként szolgált. A templom a 11. század végén és a 12. század elején épült, a kora román építészeti stílus formájában egyedülálló képviselője.[5]

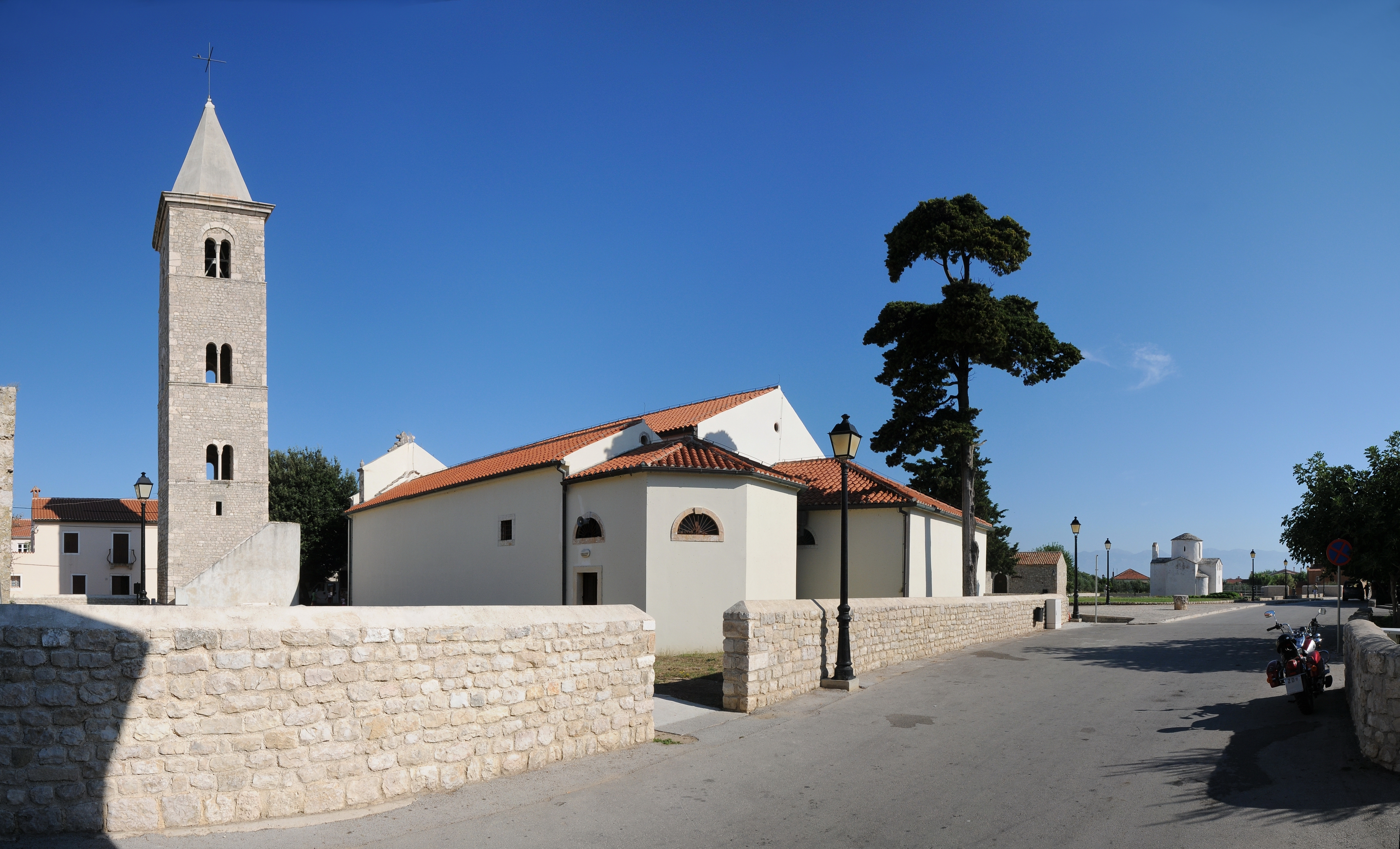
A Szent Anzelm templom a harangtoronnyal

- A Szent Anzelm-templom Nin plébániatemploma[6] a város központjában áll. A templomot a 6. században építették, majd 1070-ben Zvonimir király idejében megújították, egykor Nin püspöki székesegyháza volt. Története során többször megrongálták, mai formáját a 18. században nyerte. A harangtorony felőli oldalához támaszkodik a Szent Marcell kápolna, amelyet a Zečevói Boldogasszony kápolnának is neveznek, mert benne a Szűzanya 15. századi szobra található karjában a kis Jézussal. A szobrot az 1646-os rombolás elől Zárába menekítették, majd tíz év múlva visszahozták az oldalkápolnába ahol ma is látható. A kápolnában található Juraj Divnić püspök reneszánsz sírkőlapja is. A templom különálló harangtornya az épülettől nyugatra található. Harminc éve a tornyon nagy állagmegóvási munkákat végeztek annak érdekében, hogy visszakapja eredeti formáját. Ezek alapján a torony építését a 13. századra teszik, melyet valószínűleg a 17. században megújítottak.[7]

- A városhoz és plébániatemplomához egy ötszáz éves legenda kapcsolódik, a Zečevoi Boldogasszony legendája, melynek tiszteletére évente kétszer zarándokolnak el ide a hívek. A 16. századi egyházi feljegyzések között található egy jelenés, amikor a Szűzanya megjelent egy pásztorlánynak Jelena Grubišićnek. Ehhez az eseményhez több történet tartozik. Az egyik szerint a törökök megtámadták Zečevo szigetét, ahol felgyújtották a templomot és a kolostort, megölték a szerzeteseket és a Szűzanya szobrát a tengerbe dobták. A szobor Ninig úszott és amikor az öbölbe ért a templom harangja magától megszólalt és a harangozás nem maradt abba. Az emberek ezt hallván abbahagyták a mezőn a munkát és a templomba tódultak ahol megtalálták a Szűzanya szobrát. A másik történet úgy mondja, hogy amikor a szobor a nini mólóhoz ért, amelyet ma is „Gospin molnak” azaz a Szűzanya mólójának neveznek az emberek a templomba vitték. A harmadik változat ahhoz a helyhez kapcsolódik ahol a szobrot őrzik. A hagyomány úgy tartja, hogy a szobrot eredetileg a Szent Anzelm templom főoltárára helyezték. Ennek ellenére másnap reggel az oldalkápolna oltárán találták. Erre visszavitték a főoltárra, de másnap reggelre ismét az oldalkápolnában találták meg. A híveken erre félelem lett úrrá és arra következtettek, hogy az őrzési helyét maga a Szűzanya választotta.[8]
- A város templomaiban egy egész kincstárra való maradt fenn a régi századok arany és ezüst műtárgyaiból. Ezek egy részét a plébániatemplomhoz épített egyházművészeti kincstárban őrzik. Köztük több, a nini püspökség alapításának idejéből és korábbról származó értékes műtárgy is található. A gyűjteményben Szent Anzelm, Szent Ambrus és Szent Marcell 8. és 15. század közötti kivételesen értékes relikviái láthatók. Őriznek itt a Zečevoi Boldogasszonynak hálából ajándékozott fából faragott munkákat. Található itt egy 15. századi II. Piusz pápához köthető gyűrű, Szűz Mária képek és sok más értékes liturgikus tárgy is.[9]
- Szent Kereszt-templomot[10] a világ legkisebb katedrálisának is nevezik. A templom az óhorvát szakrális építészet legértékesebb fennmaradt példája, Nin egyik szimbóluma. Elhelyezkedésével és fehér falainak egyszerű szépségével uralja azt a teret ahova építették. A templom a 9. században épült a horvát kereszténység korai szakaszában. Az egyetlen nini templom, amely eredeti formájában maradt fenn. Hosszúsága 7,80 méter, szélessége 7,60 méter, belső magassága 8,20 méter, falainak vastagsága 0,57 méter. Egy ókori ház maradványain épült, amelynek nyoma ma is látható. A horvát királyok idejében a udvari kápolnaként szolgált. Körülötte számos középkori sírt tártak fel. Az ablakok helyzetének és a sarkokra eső fény esési szögének köszönhetően egyfajta naptárként is szolgál, mivel a napsugarak segítségével meghatározható a napéjegyenlőség és a napforduló időpontja. Ennek alapján tartják meg 2009 óta a templomban a nyár első napján a Nap és a fény ünnepét. Szépsége lenyűgözte a neves angol építészt, Thomas Jacksont is, aki a világ legkisebb katedrálisának nevezte.[11]
- A 13. századi Szent Ambrus templom egyhajós épület román és gótikus stílusjegyekkel. A templom a felső városkapu mellett áll, azon a helyen, ahol egykor egy Szent Ambrus tiszteletére szentelt bencés kolostor volt és amelyet a korabeli források már 941-ben említenek. A 15. században átépítették és bővítették, mai formáját az 1922-es újjáépítés során kapta. Elülső homlokzata jellegzetes román stílusú építmény egyedülálló kapuzattal. A kapuzat felett kereszt alakú nyílás látható, efelett pedig egy hosszúkás román stílusú ablak található. Belső tere egyhajós, íves boltozattal, négyszögletes szentéllyel. Az egykori alapok maradványaiból látható, hogy régen félköríves apszisa volt. A mai ötször négy méteres apszis később épült. Kitűnő akusztikája alkalmassá teszi koncertek rendezésére.[12]
- A nini régiségek múzeuma a város gazdag történelmének emlékeit hivatott bemutatni. A múzeum hét különálló kiállítótérrel rendelkezik, ahol a város területén előkerült gazdag leletanyag, rekonstrukciók, makettek, fényképek és alaprajzok segítségével többféle tematikus elrendezésben mutatják be a város történetét.[13] A mai nini kikötő bejáratánál 1966-ban két elsüllyedt, kővel megrakott hajót találtak, melyeket a só viszonylag jó állapotban konzervált. 1974-ben az egyiket egészben, a másikat részben sikerült kiemelni és a radiokarbonos vizsgálat megállapította, hogy 1100 körül Zvonimir király uralkodása idején süllyedtek el. A hajók hossza 7-8 méter és viszonylag szűkek, hagyományos módon bordákkal készültek, fa részeit vas szegecsekkel kapcsolták össze. Kedvező szél esetén négy vitorla repítette, szélcsendben evezőkkel hajtották őket. A Condura Croaticának nevezett hajók ma a nini régiségek múzeumában egy külön csarnokban vannak kiállítva. Egy korhű másolat az alsó városkapu mellett látható a tengeren. A múzeumban egy másik hajó, a Zatonnál talált 1. századi Serilia Liburnica másolata is látható.[14] Višeslav fejedelem keresztelőkútja a város történetének egyik legértékesebb emléke. Višeslav az első ismert horvát fejedelem volt, aki 800 körül uralkodott. A hatszögletű, kőből faragott keresztelőkút bizonyítja, hogy a horvátok ekkor már keresztények voltak. Felső szegélyén körben latinbetűs felirat látható amely megerősíti, hogy a kutat Višeslav fejedelem idején Ivan pap készíttette Keresztelő Szent János tiszteletére. A kutat elöl növényi ornamentikával díszített kereszt dombormű ékesíti. A helyi múzeumban ma csak a hű másolat látható, az eredetit Splitben a régészeti múzeumban őrzik.[15]
- Egyedülálló turisztikai látványosság a Sómúzeum. A só az itt élt gazdag polgárok egyik jelentős bevételi forrása volt. A múzeumban megtekinthető a sótermelés története és folyamata. A nini 55 hektáros sólepárló telep története egészen a római időkig nyúlik vissza. A múzeumban kiállított tárgyak között megtalálhatók a sólepárlás és begyűjtés eszközei, a fakeretek, a sógereblye, a sópapucs. A múzeumhoz tartozó ajándékboltban számos sóból készített ajándéktárgy mellett vásárolható egy fűszernövény a sóvirág, amelyet meg is lehet kóstolni és az ínyencek a só kaviárjának is nevezik. A sólepárló parkjában látható annak a kőkapunak a romja, amely régen a tengervíznek sólepárló medencékbe történő beengedésére szolgált.[16][17]
- A város központjában az egykori római fórum területén egy monumentális római templom maradványai találhatók. Az Adria keleti partján található római szakrális építmények közül ez a legnagyobb. A templomot az 1. század második felében Vespasianus római császár uralkodása alatt építették. A császár neve a homlokzat frízén látható bevésve. A templom két részből áll:a nyugati oldalon található szentélyből és a keleti oldalon levő előcsarnokból. Eredeti mérete 33 méter hosszú és 23,5 méter széles volt. A szentély maga is három részre oszlik, melyeket minden oldalon két oszlop választott el egymástól. Benne álltak egykor az istenségek szobrai. A középső részbe az előcsarnokból a kapuzaton át lehetett belépni, melyből töredékek maradtak fenn. A szentély előtt volt egy tágas csarnok, melynek keleti oldalán hat oszlop állt. A homlokzathoz vezető monumentális lépcsősornak ma csak az alapjai sejthetők. A templom egy korinthoszi oszlopát eredeti magasságába állították fel, magassága 17 méter.[18]
- A Carev vrt nevű helyen, az ősi fórumtól keletre a Szent Kereszt-templomtól a Szent Ambrus-templom felé vezető út mentén egy ősi mozaik maradványai találhatók. A mozaik fekete-fehér technikával készült minőségi, művészi munka. Kör és négyzet alakú motívumokkal kirakott mezők díszítik. Két négyzetmezőben, amelyeket a második világháborúban a megszálló olaszok kivonulásukkor elvittek, gladiátorcsata jelenetei voltak. A kör alakú mezőkön állatok ábrázolásai találhatók.[19]
- A Ninhez tartozó Banovac területén egy nagyméretű római villa[20] maradványait tárták fel, melynek méretei 17-szer 30 méter volt. Feltárása során felszínre került egy ritkán látható, állatokat, geometriai elemeket és növényi mintákat ábrázoló padlómozaik, amely a szakemberek szerint a 2. század elejéről származik.[21]
- Nintől délnyugatra, a mai Zaton területén található az ókori Aenona kikötőjének maradványa, amely régészeti leleteinek gazdagságát tekintve az Adria keleti részének legnagyobb és legjelentősebb kikötőihez tartozik. A Kremenjac-foknál apály idején ma is jól látszanak az egykori kikötői gát és az ókori kikötői épületek maradványai.[22]
- A városi alsó híd mellett a parton áll Branimir fejedelem négy méter magas szobra, Josip Poljan akadémiai szobrászművész munkája. Az önálló horvát állam létezéséről VIII. János pápa 879. június 7-én kelt leveléből értesülünk amelyben áldását küldi a népnek, a földnek és az uralkodónak Branimir fejedelemnek Ninbe. Ez akkor a szokásos formája volt egy ország nemzetközi elismerésének. Ma ennek emlékére június 7-én ünneplik a város napját és a horvát diplomácia napját is. A szobor ennek a jeles napnak állít emléket.[23]
- A régi városmagot az egykori városfal maradványai veszik körül, amelyeken át az alsó és a felső kapun át lehetett bejutni. A kapuk a városmagot körülvevő lagúnán átvezető kőhidak végénél állnak és a város erődítéseihez hasonlóan a 16. században épültek.

## Kultúra

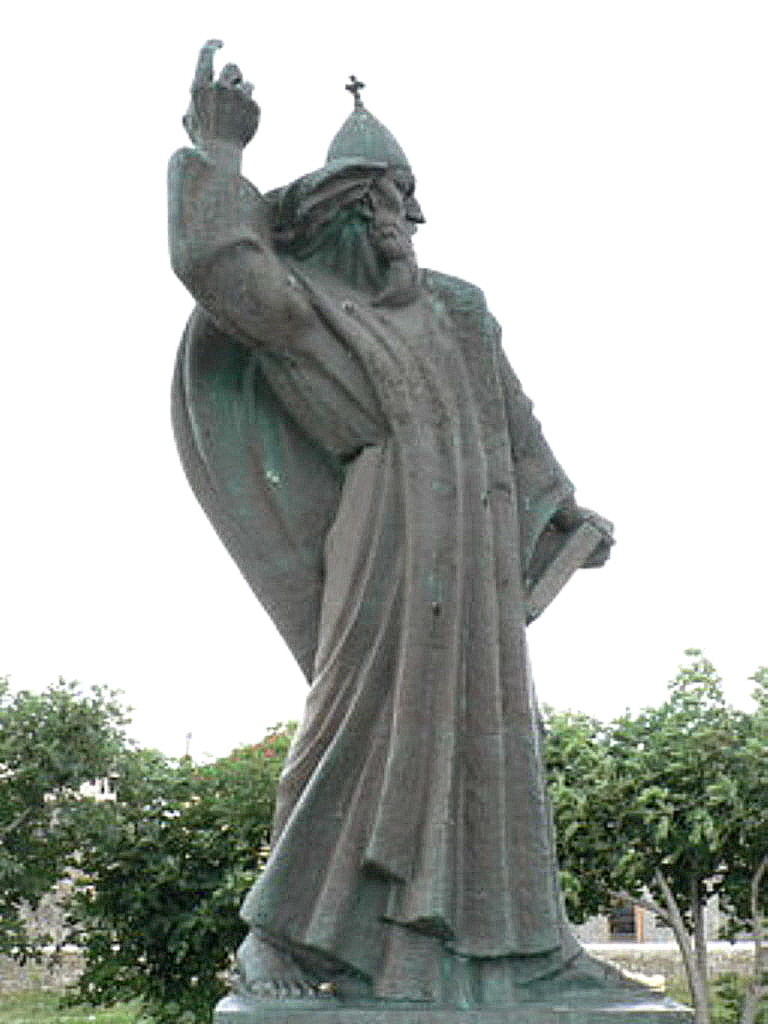
Nini Gergely püspök szobra

- Nini Gergely püspök az egykori nini egyházmegye egyik legnagyobb személyisége volt, aki erélyesen kiállt a latinnal szemben a horvát írásbeliség és az óhorvát nyelv használata mellett. A püspök ebben maga mögött tudhatta az akkori horvát uralkodó Tomiszláv király támogatását is. Ez a törekvése azonban az egyházi hatóságok ellenállásába ütközött. A 925-ben Splitben tartott szinódus leváltotta egyházi méltóságáról és a sziszeki püspöki széket ajánlotta fel számára. Gergely ezt visszautasította, majd a szinódus bezárása után, 928-ban panasszal élt annak intézkedései ellen. Panaszát a következő szinóduson elutasították és megerősítették a püspöki székből való leváltását. Ezt követően Skradinba küldték és ezután már eltűnt az évkönyvekből. A horvát papok a következő évszázadokban is döntő szerepet játszottak a horvát nyelv liturgikus használatának és a glagolita írásnak a megőrzésében. Gergely püspök bátor kiállásával máig a horvát nemzeti büszkeség szimbóluma. Országszerte híres szobra, amely Ivan Meštrović szobrászművész alkotása a Szent Anzelm-templom mellett áll. A művész e szobrának másolatát ajándékozta Varasd és Split városának is.[24]
- A városban minden év májusának elején zarándokok nagy tömege gyűlik össze, hogy megemlékezzen a Szűzanya jelenéséről. A korabeli feljegyzés szerint ez a jelenés 1516. május 5-én történt Zečevo szigetén ahol a Szűzanya megjelent Jelena Grubišićnek. Ezután vált Nin jelentős Mária zarándokhellyé, ahol minden májusban az évfordulóra összegyűltek a hívek.[25] A Zečevoi Boldogasszony ünnepét a mennybemenetel ünnepe előtti első hétfőn tartják. A szentmise után kezdődik a város utcáin végigvonuló ünnepi körmenet a Zečevoi Szűzanya kegyszobrával Mária-énekeket énekelve. A harmadik zarándoklat napja augusztus ötödike.
- 2003 óta minden év júliusában rendezik meg a helyi ételspecialitás a „šokol” készítőinek versenyét a šokoliádát. Ez alkalomból nemcsak számos šokol készítő mester, de számos helyi lakos és látogató gyűlik össze, hogy élvezze az eseményeket, a finom ízeket és illatokat. A šokol a sonkához hasonlóan szárított sertéshúsból készül, amelyet hét napig hagynak állni tengeri sóban, majd fehér borban főzik, végül fekete borssal, szegfűszeggel, szerecsendióval spékelnek. Ezután spárgával összekötözik és néhány napra füstre teszik, melynek során a bóra kiszárítja. Ekkor kapja végső, jellegzetes aromáját. Receptje általában titkos és a családok nemzedékről nemzedékre adják át a készítés tudását anélkül, hogy papírra vetnék.
- Augusztus 24-én és 25-én ünnepli a város védőszentjeinek, Szent Marcellnak és Szent Anzelmnek az ünnepét. A hagyomány szerint Szent Anzelm egyike volt Krisztus 72 tanítványának, aki Ninben terjesztette a kereszténységet. De a hagyomány ugyanígy számon tartja Szent Marcellt is aki Lukács evangélista szerint Márta, Mária és Lázár házának szolgálója volt, majd később Ninben segített Szent Anzelmnek és Szent Ambrusnak a hit terjesztésében. Ma a városban őrzik mindhármuk ereklyéit, amelyek a plébániatemplom legbecsesebb kincsei közé tartoznak. Őket ábrázolja a templom főoltárának képe is amely alatt az oltárszekrényben őrzik Szent Marcell ereklyéjét. A város védőszentjeinek ünnepét mindig a helyi lakosok és vendégeik részére rendezett nagy mulatság zárja.
- 1536-ban itt írták az első horvát nyelvű regényt, a Planinét. Szerzője, Petar Zoranić Ninjanin 1508-ban született. Életének legkorábbi adata 1531-ből származik nini jegyzőként és jogászként. Tanulmányait valószínűleg Padovában végezte. Életéről nagyon keveset lehet tudni, az utolsó írásos adat 1543-ból található róla, és még 1569, művének velencei kiadása előtt meghalt. A „Planine” a horvát irodalom egyedülálló alkotása, egy versben és prózában írt allegorikus mű, amelyben a szerző honfitársai szeretetét igyekszik felkelteni hazájuk és népük iránt. A mű gerincét egy elképzelt utazás képezi, melynek kiindulópontja Nin, ahonnan a tengeren át a Velebit alatti Starigradba, majd Paklenicára, át a Velebiten Likáig, majd a Krka folyón Šibenikig, azután onnan vissza Ninig utazik. A művet nyilvánvalóan a nagy költő elődök Sannazaro, Dante, Petrarca, Boccaccio, Ovidius és Vergilius ihlették. A ninieknek a műhöz és szerzőjéhez fűződő érzelmi kapcsolatát jellemzi, hogy születésének ötszázadik évfordulóján 2008-ban emlékparkot létesítettek a tiszteletére és gyakran szerveznek kirándulásokat azon az útvonalon, amelyet Petar Zoranić a művében leírt.[26]

## Galéria
- Nagyméretű római villa maradványai Ninben
- Nin városmagjának látképe
- Nini sétálóutca
- A városfal romjai
- Az alsó városkapu
- A felső városkapu
- A római mozaik maradványai
- Római templom romjai az egykori Fórumon
- Branimir fejedelem szobra az alsó városkapunál
- A belváros részlete
- A Szent Miklós templom
- A Szent Ambrus templom
- A Szent Kereszt templom
- A Szent Kereszt templom belső tere
- Branimir fejedelem szobra

## Testvérvárosai
- Budapest XVIII. kerülete, Magyarország
- Tököl, Magyarország